# さんかくはし (入間市)
さんかくはしは、埼玉県入間市にあるペデストリアンデッキ。

## 概要
豊岡第一北地区再開発事業の一環として建設され、1997年（平成9年）10月16日に供用開始。埼玉県道226号入間市停車場線と国道463号との交差点上にある。国道463号を挟んで同じ再開発事業で建設された複合商業施設のSAIOSとipotが向かい合っており、これらの建物と丸広百貨店同士を2階で結んでいる。
前述のとおり、埼玉県道226号入間市停車場線と国道463号との交差点上にあり、交差点中央部は三角形の吹き抜けが開いている。この吹き抜けから「さんかくはし」という名称になった。吹き抜けがあることによって道路上空を回遊することが出来る。
当初、丸広百貨店入間店2階とSAIOS2階を結ぶ程度にしか役に立たず、まともに利用されなかった。建設に8億4000万円の予算を注ぎ込んだことが入間市議会において共産党会派より激しい非難を受けたが、後にipotが完成するなどした結果、現在ではこれも広く利用されるようになり、さまざまなイベントの会場にもなっている。
2006年（平成18年）3月18日、豊岡第一土地区画整理事業の完成記念としてアンパンマンのキャラクター（アンパンマン、ばいきんまん、ドキンちゃん）のモニュメントが設置された。

## 周辺施設
- 入間市駅（徒歩7分）
- SAIOS
- ipot
- 丸広百貨店入間店
- 埼玉県立豊岡高等学校
- 入間市役所